# Emresz Károly
Bánhalmai Emresz Károly (Modor, 1814. január 14. – Sopron, 1891. január 30.) orvos.

## Élete
Atyja Emresz Márton iparos és később városi tanácsos volt és mindkét fiát (Károlyt és Mártont) orvosdoktornak nevelte (utóbbi pozsonyi orvos). Emresz Károly iskoláit szülővárosában kezdte és a Pozsonyi Evangélikus Líceumban folytatta. Az orvosi tanulmányokat Bécsben végezte, ahol 1838. november 28.-án orvosdoktorrá avatták. Még ugyanazon évben Sopronban telepedett meg, hol keresett orvossá lett. 1856-tól 1861-ig városi főorvos volt. Ötvenéves orvosi jubileuma alkalmával Ferenc József magyar nemességet adományozott neki és utódainak.

## Munkái
- Dissertatio inaug.-chemica exhibens analyses praecipuorum fontium medicatorum Hungariae. Viennae, 1838.

Orvosi értekezéseket írt leginkább a külföldi szaklapokba.